# Dareka no negai ga kanau koro
Dareka no negai ga kanau koro (誰かの願いが叶うころ?) è il tredicesimo singolo in lingua giapponese della cantautrice Utada Hikaru.

## Il disco
È l'unico singolo in lingua giapponese della cantante ad essere pubblicato nel 2004. Di questo singolo, oltre il supporto digitale in CD esiste anche una versione DVD contenente il Making of del video e il video stesso della canzone.
Composta appositamente per far parte della colonna sonora Our Last Day del film cinematografico Kyashan - La rinascita (in originale CASSHERN), è stata successivamente inclusa nell'album del 2006 di Utada Hikaru Ultra Blue.
Dareka no negai ga kanau koro debuttò alla posizione n.1 della classifica ORICON Daily Chart con 150 020 copie vendute, e lì restò per due settimane consecutive raggiungendo le 365 000 copie. Nella World Chart raggiunse la n.20 per l'airplay e la n.2 per le vendite. La canzone è stata usata in Giappone anche come colonna sonora della pubblicità degli Hi-MD (evoluzione dei MiniDisc) della Sony.

## Tracce
Testi e musiche di Utada Hikaru.
CD
1. Dareka no negai ga kanau koro (誰かの願いが叶うころ?)
2. Dareka no negai ga kanau koro -instrumental- (誰かの願いが叶うこ -instrumental-?)

DVD
1. Dareka no negai ga kanau koro (Music Video)
2. Making Video Crew

## Classifiche
| Classifica (2004) | Posizione massima |
| ----------------- | ----------------- |
| Giappone          | 1                 |